# 瑙沙赫尔县
瑙沙赫爾縣（波斯語：‎）位於伊朗馬贊德蘭省，首府是瑙沙赫爾。根據2006年的人口普查結果顯示，瑙沙赫爾縣的總人口為116,334人。2011年的總人口為128,647人。在2016年的總人口為138,913人。